# Adontomerus nesterovi
Adontomerus nesterovi is een vliesvleugelig insect uit de familie Torymidae. De wetenschappelijke naam is voor het eerst geldig gepubliceerd in 1985 door Zerova.